# S13 (clasificación)
S13, SB13, SM13 son clasificaciones de natación para discapacidades que se utilizan para clasificar a los nadadores según su nivel de discapacidad. Jane Buckley, escribiendo para Sporting Wheelies, describe a los nadadores en esta clasificación como: ''Nadadores que son los más videntes pero que se consideran ciegos según la IBSA B3'' 

## Historia
La clasificación fue creada por el Comité Paralímpico Internacional y tiene sus raíces en un intento de 2003 de abordad ''el objetivo general de apoyar y coordinar el desarrollo continuo de sistemas de clasificación centrados en el deporte precisos, confiables, consistentes y creíbles y su implementación''.
Para los Juegos Paralímpicos de Verano de 2016 en Rio, el Comité Paralímpico Internacional tenía una clasificación cero en la política de los juegos. Esta política se implementó en 2014, con el objetivo de evitar cambios de última hora en las clases que afectarían negativamente la preparación del entrenamiento de los atletas. Todos los competidores debían ser clasificados internacionalmente con su estado de clasificación confirmado antes de los juegos, con las excepciones a esta política que se tratan caso por caso.

## Deporte
Esta clasificación es para nadar. En el título de la clasificación, S representa los golpes de estilo libre, espalda y mariposa. SB significa braza. SM significa popurrí individual. Jane Buckley, escribiendo para Sporting Wheelies, describe a los nadadores en esta clasificación como: ''Nadadores que son los más videntes pero que se consideran ciegos según la IBSA B3''.

## Clasificados
A nivel internacional, la clasificación la realiza la Asociación de Deportes para Ciegos. En Australia, para ser clasificados en esta categoría, los atletas contactan al Comité Paralímpico Australiano o el organismo rector de natación de su estado.  En los Estados Unidos, la clasificación es manejada por el Comité Paralímpico de los Estados Unidos a nivel nacional. La prueba de clasificación tiene tres componentes: "una prueba de banco, una prueba de agua, observación durante la competencia".  Los nadadores estadounidenses son evaluados por cuatro personas: un clasificador médico, dos clasificadores generales y un clasificador técnico.

## Competiciones
Para esta clasificación, los organizadores de los Juegos Paralímpicos tienen la opción de incluir los siguientes eventos en el programa Paralímpico: 50 m, 100 m y 400 m estilo libre, 100 m espalda, 100 m braza, 100 m mariposa, 200 m combinado individual, y relevo estilo libre 4x100 m y relevo combinado 4x100 m.

## Registros
En el S13 50 m freestyle long course, el récord mundial masculino está en manos de Oleksii Fedyna y el récord mundial femenino está en manos de Yvonne Hopf. En el S13 100 m freestyle long course, el récord mundial masculino está en manos de Charles Bouwer de Sudáfrica y el récord mundial femenino está en manos de Valerie Grand'Maison de Canadá. En la SB13 100 m braza, el récord mundial femenino está en manos de Fotimakhon Amilova.

## Competidores
Los nadadores que han competido en esta clasificación incluyen a Dmytro Aleksyeyev, Kelley Becherer y Charl Bouwer. Quienes ganaron medallas en su clase en los Juegos Paralímpicos de 2008.
Los nadadores estadounidenses que han sido clasificados por el comité paralímpico de los Estados Unidos como parte de esta clase incluyen a Eric Chausse, Natalio Abar y Blake Adams.